# Římskokatolická farnost Sázava-Černé Budy
Římskokatolická farnost Sázava-Černé Budy je jedno z územních společenství římských katolíků v jílovském vikariátu s farním kostelem sv. Prokopa v areálu Sázavského kláštera.

## Kostely farnosti
| Kostel                              | Místo              | Bohoslužba                                               |
| ----------------------------------- | ------------------ | -------------------------------------------------------- |
| sv. Matouše                         | Rataje nad Sázavou | Neděle 8:30, út. 18:00                                   |
| sv. Havla                           | Podveky            | 4. sobota v měsíci 16:30 v zimě, 18:00 v létě            |
| sv. Václava, kaple                  | Rataje nad Sázavou |                                                          |
| sv. Antonina Paduánského, kaple     | Rataje nad Sázavou |                                                          |
| sv. Anny, kaple                     | Ledečko            |                                                          |
| Panny Marie Karmelské, kaple        | Malovidy           |                                                          |
| sv. Prokopa                         | Černé Budy         | ne 10:30, st 18:00, čt 8:00, pá 18:00, 1. so v měs. 8:00 |
| sv. Martina, kostel v užívání města | Sázava             |                                                          |
| sv. Prokopa, kaple                  | Sázava             |                                                          |
| sv. Anny, kaple                     | Dojetřice          |                                                          |
| sv. Jana Nepomuckého, kaple         | Sázava             |                                                          |
| sv. Kříže, kaple                    | Sázava             |                                                          |
| sv. Anny, kaple                     | Černé Budy         |                                                          |
| sv. Františka Xaverského, kaple     | Xaverov            |                                                          |
| Panny Marie, kaple                  | Choratice          |                                                          |
| sv. Prokopa                         | Nechyba            |                                                          |
| sv. Jakuba Staršího                 | Stříbrná Skalice   |                                                          |
| sv. Jana Nepomuckého                | Stříbrná Skalice   | 2. sobota v měsíci 16:30 v zimě, 18:00 v létě            |
| Nanebevzetí Panny Marie             | Úžice              | 3. sobota v měsíci 16:30 v zimě, 18:00 v létě            |

## Osoby ve farnosti
PhDr. Mgr. Radim Cigánek, farář